# Amalia di Nassau-Dietz (1655-1695)
Amalia di Nassau-Dietz (L'Aia, 25 novembre 1655 – Allstedt, 16 febbraio 1695) era una principessa di Nassau-Dietz.

## Biografia
Amalia era la figlia maggiore del conte Guglielmo Federico di Nassau-Dietz e della principessa Albertina Agnese di Orange-Nassau. I suoi nonni paterni erano il conte Ernesto Casimiro I di Nassau-Dietz e la principessa Sofia Edvige di Brunswick-Lüneburg. I suoi nonni materni erano Federico Enrico d'Orange e la principessa Amalia di Solms-Braunfels. 

## Matrimonio
Il 28 novembre 1690 sposò il duca Giovanni Guglielmo di Sassonia-Eisenach, figlio del duca Giovanni Giorgio I di Sassonia-Eisenach e della duchessa Joaneta di Sayn-Wittgenstein. 
Ebbero due figli:
- Guglielmo Enrico di Sassonia-Eisenach (10 novembre 1691-26 luglio de 1741);
- Giovanna Albertina di Sassonia-Eisenach (28 febbraio 1693-1º aprile 1700).

## Morte
Amalia morì il 16 febbraio 1695 all'età di 39 anni.

## Ascendenza
|                                    |                      |                                       | Genitori                     |  |  | Nonni |  |  | Bisnonni                         |  |  | Trisnonni                        |  |
|                                    |                      |                                       |                              |  |  |       |  |  | Giovanni VI di Nassau-Dillenburg |  |  | Guglielmo I di Nassau-Dillenburg |  |
|                                    |                      |                                       |                              |  |  |       |  |  | Giovanni VI di Nassau-Dillenburg |  |  | Guglielmo I di Nassau-Dillenburg |  |
|                                    |                      | Giuliana di Stolberg-Wernigerode      |                              |  |  |       |  |  | Giovanni VI di Nassau-Dillenburg |  |  |                                  |  |
| Ernesto Casimiro di Nassau-Dietz   |                      |                                       |                              |  |  |       |  |  | Giovanni VI di Nassau-Dillenburg |  |  |                                  |  |
|                                    |                      | Elisabetta di Leuchtenberg            | …                            |  |  |       |  |  |                                  |  |  |                                  |  |
|                                    |                      | Elisabetta di Leuchtenberg            | …                            |  |  |       |  |  |                                  |  |  |                                  |  |
|                                    |                      | Elisabetta di Leuchtenberg            | …                            |  |  |       |  |  |                                  |  |  |                                  |  |
| Guglielmo Federico di Nassau-Dietz |                      | Elisabetta di Leuchtenberg            |                              |  |  |       |  |  |                                  |  |  |                                  |  |
|                                    |                      | Enrico Giulio di Brunswick-Lüneburg   | Giulio di Brunswick-Lüneburg |  |  |       |  |  |                                  |  |  |                                  |  |
|                                    |                      | Enrico Giulio di Brunswick-Lüneburg   | Giulio di Brunswick-Lüneburg |  |  |       |  |  |                                  |  |  |                                  |  |
|                                    |                      | Enrico Giulio di Brunswick-Lüneburg   | Edvige di Brandeburgo        |  |  |       |  |  |                                  |  |  |                                  |  |
| Sofia Edvige di Brunswick-Lüneburg |                      | Enrico Giulio di Brunswick-Lüneburg   |                              |  |  |       |  |  |                                  |  |  |                                  |  |
|                                    |                      | Elisabetta di Danimarca               | Federico II di Danimarca     |  |  |       |  |  |                                  |  |  |                                  |  |
|                                    |                      | Elisabetta di Danimarca               | Federico II di Danimarca     |  |  |       |  |  |                                  |  |  |                                  |  |
|                                    |                      | Elisabetta di Danimarca               | Sofia di Meclemburgo-Güstrow |  |  |       |  |  |                                  |  |  |                                  |  |
| Amalia di Nassau-Dietz             |                      | Elisabetta di Danimarca               |                              |  |  |       |  |  |                                  |  |  |                                  |  |
|                                    | Guglielmo I d'Orange | Guglielmo I di Nassau-Dillenburg      |                              |  |  |       |  |  |                                  |  |  |                                  |  |
|                                    | Guglielmo I d'Orange | Guglielmo I di Nassau-Dillenburg      |                              |  |  |       |  |  |                                  |  |  |                                  |  |
|                                    | Guglielmo I d'Orange | Giuliana di Stolberg-Wernigerode      |                              |  |  |       |  |  |                                  |  |  |                                  |  |
| Federico Enrico d'Orange           | Guglielmo I d'Orange |                                       |                              |  |  |       |  |  |                                  |  |  |                                  |  |
|                                    |                      | Louise de Coligny                     | Gaspard de Coligny           |  |  |       |  |  |                                  |  |  |                                  |  |
|                                    |                      | Louise de Coligny                     | Gaspard de Coligny           |  |  |       |  |  |                                  |  |  |                                  |  |
|                                    |                      | Louise de Coligny                     | Charlotte de Laval           |  |  |       |  |  |                                  |  |  |                                  |  |
| Albertina Agnese d'Orange          |                      | Louise de Coligny                     |                              |  |  |       |  |  |                                  |  |  |                                  |  |
|                                    |                      | Giovanni Alberto I di Solms-Braunfels | …                            |  |  |       |  |  |                                  |  |  |                                  |  |
|                                    |                      | Giovanni Alberto I di Solms-Braunfels | …                            |  |  |       |  |  |                                  |  |  |                                  |  |
|                                    |                      | Giovanni Alberto I di Solms-Braunfels | …                            |  |  |       |  |  |                                  |  |  |                                  |  |
| Amalia di Solms-Braunfels          |                      | Giovanni Alberto I di Solms-Braunfels |                              |  |  |       |  |  |                                  |  |  |                                  |  |
|                                    |                      | Agnese di Sayn-Wittgenstein           | …                            |  |  |       |  |  |                                  |  |  |                                  |  |
|                                    |                      | Agnese di Sayn-Wittgenstein           | …                            |  |  |       |  |  |                                  |  |  |                                  |  |
|                                    |                      | Agnese di Sayn-Wittgenstein           | …                            |  |  |       |  |  |                                  |  |  |                                  |  |
|                                    |                      | Agnese di Sayn-Wittgenstein           |                              |  |  |       |  |  |                                  |  |  |                                  |  |